# Le Pertre

Le Pertre este o comună în departamentul Ille-et-Vilaine, Franța. În 1 ianuarie 2022 avea o populație de 1.372 de locuitori.